# António Aurélio Gonçalves
António Aurélio Gonçalves, més conegut com a Nhô Roque (Mindelo, Illa de São Vicente, 25 de setembre de 1901 - 30 de setembre de 1984) va ser un escriptor, crític, historiador i professor capverdià. Està emparentat amb els també escriptors José Lopes da Silva i Baltasar Lopes da Silva.

## Biografia
Gonçalves era fill de Roque da Silva Gonçalves. Va estar absent de l'illa durant vint-i-dos anys després que es va dirigia a Lisboa en 1917 després dels seus estudis de secundària al Seminari a l'illa de São Nicolau. Es va traslladar a la Universitat de Lisboa i va estudiar medicina durant dos anys. Més tard, va estudiar belles arts, història i filosofia. El 1938 va publicar una dissertació sobre la ironia en l'obra d'Eça de Queiroz. Va tornar a la seva illa natal a principis de 1939.
Va ser crític en moltes àrees diferents, preàmbuls de llibres, seminaris literaris de la Formació del Professorat de l'Escola Secundària, articles i ressenyes amb  Ponto & Vírgula .
Va ser professor d'història i filosofia al Liceu central do Mindelo i al liceu i escola tècnica Gil Eanes. Va publicar nombrosos treballs, va escriure a la revista capverdiana Claridade i la història O enterro de nha candinha Sena (1957). La seva obra Noite de Vento va ser traduïda al francès, el seu primer treball traduït a una llengua estrangera.
Va morir el 30 de setembre de 1984 d'un cop rebut en un accident de trànsit cinc dies després de complir els 83 anys.

## Llegat
Té dedicat el nom d'un carrer a Mindelo (Rua Dr. António Aurélio Gonçalves), i a l'oest de la ciutat hi ha un parc que porta el seu nom de ploma (Parque Nhô Roque) situat a l'Avenida Marginal i badia de Porto Grande Bay. Junt amb Eugénio Tavares va ser presentat en un bitllet de 1000 escuts capverdians en circulació entre 2007 i 2014, també ha aparegut en un segell capverdià. A la capital nacional de Praia, va donar nom a Instituto para António Aurélio Gonçalves (IpAAG).

## Obres
- Aspecto da Ironia de Eça de Queiroz', assaig, 1937
- Recaída, o Aurelio Recaída; 1947; reimpressió: 1993; Editora Vega
- Terra da Promissão; reimpressió: 2002, Lisboa, Caminho Publishing; amb prefaci d'Arnaldo França[7]
- Noite de Vento, 1951: 2a edição: Praia, 1985; amb prefaci d'Arnaldo França
- Prodiga, 1956
- Historia do Tempo Antigo, 1960
- Virgens Loucas, obra de teatre, 1971
- Biluca, 1977
- Miragem, 1978